# سيماو بيريرا
سيماو بيريرا بلدية في ولاية ميناس جيرايس في المنطقة الجنوبية الشرقية من البرازيل.